# Dialipsis
Dialipsis är ett släkte av steklar som beskrevs av Förster 1869. Dialipsis ingår i familjen brokparasitsteklar.
Kladogram enligt Catalogue of Life och Dyntaxa:
| Dialipsis | \| \| Dialipsis dissimilis \| \| \| \| \| \| Dialipsis exilis \| \| \| \| |
|           | \| \| Dialipsis dissimilis \| \| \| \| \| \| Dialipsis exilis \| \| \| \| |
|           | Dialipsis dissimilis                                                      |
|           |                                                                           |
|           | Dialipsis exilis                                                          |
|           |                                                                           |